# Храм Иверской иконы Божией Матери (Ижевск)

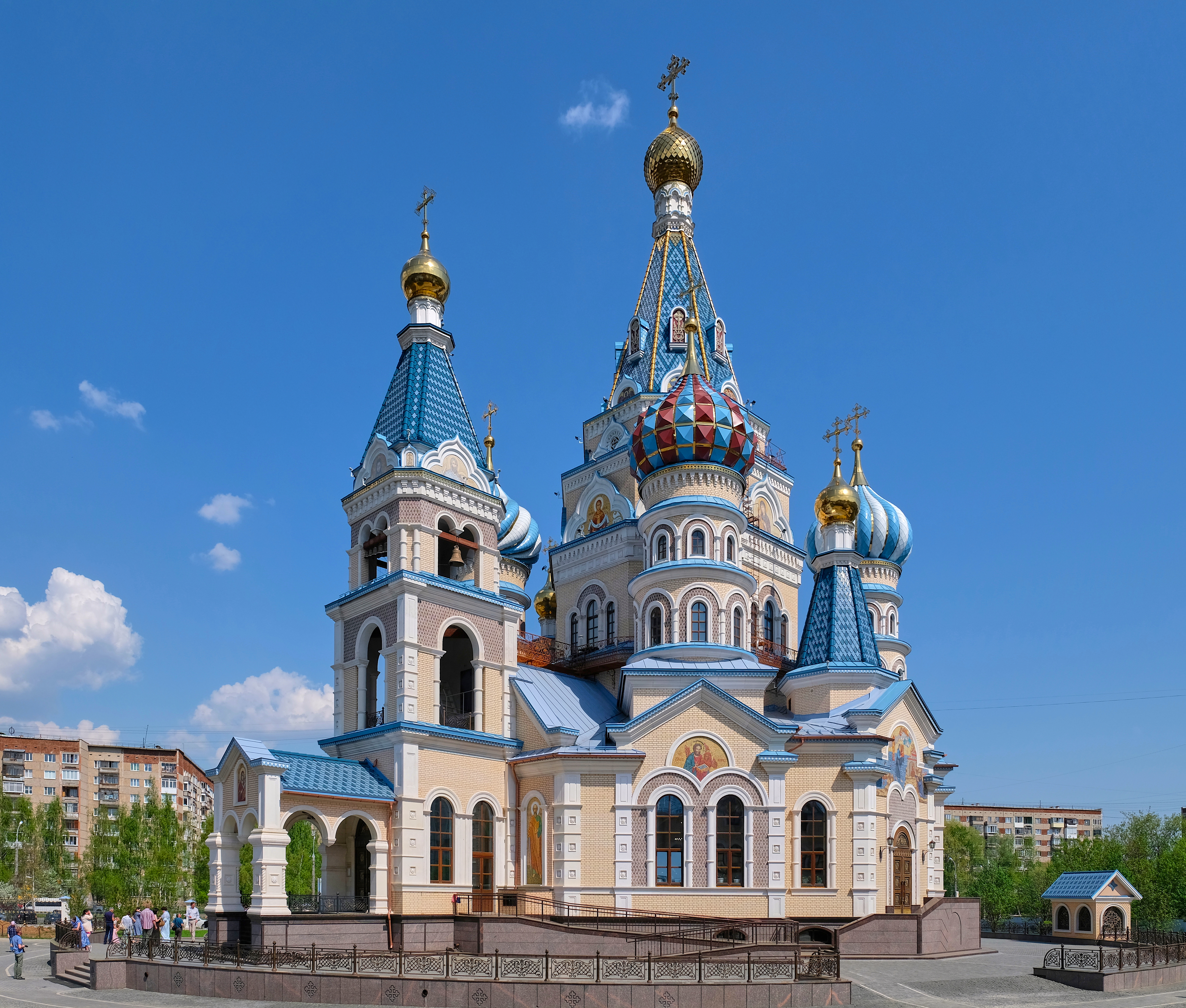
Вид на храм с южной стороны

Церковь Иверской иконы Божией Матери — православный храм в Ижевске. Построен в 2008—2017 годах.

## План проекта. Начало строительства
Крест на месте будущего храма был установлен в 2007 году, в одном из спальных районов города.
Проект предусматривал возведение шатрового храма, высотой 50 м (до крестов), площадью в 400 м² (примерно на 500 прихожан) и отдельного церковно-причтового здания для воскресной школы, библиотеки, гостиницы для паломников, актового зала, трапезной и административно-хозяйственных помещений. При церкви были запланированы детская комната, где взрослые могли бы оставить малолетних детей на время богослужений, на попечении послушниц, и гардероб для посетителей.
Согласно проекту, в главном здании размещалось два престола. Верхний храм («в честь Иверской Божией Матери») — основной. Нижний («в честь Богоявления») — крестильный, с купелью для полного погружения. Третий храм (домовой) должен был действовать при воскресной школе, в том же здании.
Строительство началось в 2008 (по другим данным — в 2009) году. Площадь застройки, согласно документам, составила 1,5 га.
Храм восстанавливался на пожертвования. Главным благотворителем выступил председатель попечительского совета фонда «Преображение» Виктор Хорошавцев.

## Ход работ

### 2013—2014: освящение крестов и нижнего храма
Площадка перед застройкой была расчищена при помощи добровольцев (в том числе, будущих прихожан). В строительстве принимали участие компании и строители из разных стран (Россия, Австрия, Ливан, Узбекистан).
25 февраля 2013 года состоялось освящение храмовых крестов. На начало 2013 года, была завершена кирпичная кладка стен (использовался белый кирпич из Белгорода); проводилась облицовка фасадов мозаичной плиткой, шли работы над установкой куполов. Кровля и покрытие куполов были выполнены из алюминия; шатры покрывались австрийской глазурованной черепицей. На январь 2013 года, интерьеры, запланированные в византийском стиле, находились на стадии разработки.
Нижний храм был освящён в 2014 году, на Пасхальной неделе.

### 2017: освящение основного храма
Верхний храм был освящён 12 февраля 2017 года. Чин малого освящения провёл митрополит Ижевский и Удмуртский Викторин.
Церковь имеет четыре купола, десять главок с крестами и тринадцать колоколов.

### Внешнее убранство
Наружные мозаики для храма изготовлены российскими и ливанскими мастерами. Последние выполняли свои работы на основе природных камней. Российские художники при создании образов использовали смальту, обладающую более богатой палитрой цвета. Крупнейшая храмовая икона — икона Богородицы — весом в полторы тонны и площадью в 4 м², создана ижевскими мастерами в форме мозаичного панно и расположена над входом, с внешней стороны.

### Внутреннее убранство
Проектирование интерьеров, внутренние росписи стен и сводов, иконы для иконостаса выполнены мастерской Д. Трофимова «Царьград» (Москва). Сам иконостас создан художниками объединения «Посад Изограф» (г. Сергиев Посад).
Эскизы для мраморных полов были разработаны в мастерской Трофимова. Изготовление и выкладку полов осуществили православные мастера из Ливана. Полы в центральной части храма украшены изображением Афонского полуострова и храма (монастыря) на нём. Вокруг размещены 20 розеток, обозначающих 20 афонских монастырей.